# Pseudoscops clamator
Pseudoscops clamator là một loài chim trong họ Strigidae.
Loài cú này sinh sống ở Trung và Nam Mỹ.